# Eredità
L'eredità, in diritto, indica generalmente il patrimonio ereditario, globalmente considerato, d'una persona fisica; patrimonio che alla sua morte, passa nella titolarità giuridica d'un altro soggetto, l'erede, per successione a causa di morte.

## Storia
Il fenomeno ereditario rappresenta da sempre un aspetto cruciale dell'organizzazione istituzionale di ogni società umana; eredità e successione a causa di morte, e le regole che le disciplinano, hanno forti ripercussioni sull'organizzazione della società, tanto da essere ritenute dall'economista Thomas Piketty la principale causa delle disuguaglianze economiche attuali. Molte culture hanno adottato un meccanismo successorio che privilegia la linea paterna (successione ex patre, in base al quale solo i figli maschi ereditano);
Per molto tempo il fenomeno successorio in Italia ha seguito il diritto di primogenitura, attribuendo il patrimonio ereditario al primo figlio maschio della persona deceduta. In linea generale si può dire che molte società del passato e quasi tutte le contemporanee adottano un più o meno complesso sistema di regole ereditarie, in forza delle quali si perviene a una suddivisione del patrimonio ereditario fra i superstiti del defunto (nel linguaggio tecnico-giuridico indicato come "de cuius").

## Nel mondo

### Italia
Nell'ordinamento italiano, il patrimonio si trasferisce dal de cuius ai successori o per legge (successione legittima), o per testamento (successione testamentaria). Per successione dei legittimari, o successione necessaria, si intende quell'insieme di norme di garanzia e di tutela che l'ordinamento appresta per alcune categorie di successibili, riservando loro una quota del patrimonio ereditario libera da pesi e condizioni, in virtù dello speciale rapporto personale che si presume abbia legato tali soggetti al defunto.
Essa non è dunque un terzo tipo di successione, ma una forma di successione legittima "potenziata" in favore di determinati soggetti della cerchia familiare più stretta del de cuius. Contrariamente al sistema successorio romano classico, ove vigeva il principio nemo pro parte testatus pro parte intestatus decedere potest, nel diritto successorio italiano è possibile la coesistenza tra successione testamentaria e successione legittima, ad es. qualora il testatore abbia voluto disporre per testamento solo di una parte dei suoi beni in forma di legati. Chiunque pretenda di essere erede può chiedere il riconoscimento della qualità ereditaria contro chiunque possieda tutti o parte dei beni ereditari a titolo di erede o senza titoli, al fine di ottenere la restituzione dei beni stessi (azione di petizione ereditaria).
Quando si tratta di successione ereditaria, è essenziale comprendere le differenze tra successione legittima e successione testamentaria. Questi due tipi di successione ereditaria (successione legittima e testamentaria) regolano il modo in cui il patrimonio di una persona defunta viene distribuito.
L'ultimo comma dell'art. 42 della Costituzione recita: La legge stabilisce le norme e i limiti della successione legittima e testamentaria e i diritti dello Stato sulle eredità. Le disposizioni normative generali sulle successioni sono contenute nel Libro II, Titolo I del Codice civile, agli artt. 456 e ss.
In assenza di parenti entro il 6º grado, l'eredità va di diritto allo Stato, senza che debba esserci espressa accettazione, o che possa esserci rinunzia. Lo Stato risponde dei debiti e dei legati entro il valore dei beni. La disciplina è dettata dall'art. 586 c.c.

## La successione testamentaria italiana
Si determina una successione testamentaria qualora il defunto della cui eredità si tratta abbia lasciato testamento.
A norma dell'art. 587 c.c., il testamento è un atto revocabile con il quale taluno dispone, per il tempo in cui avrà cessato di vivere, delle proprie sostanze o di parte di esse.
Esso può contenere sia disposizioni a carattere patrimoniale (ad es. attribuzione di beni in proprietà), sia disposizioni a carattere non patrimoniale, tipiche (ad es. riconoscimento del figlio nato fuori dal matrimonio) e atipiche (ad es. ringraziamenti, preghiere, raccomandazioni).
A norma dell'art. 591 c.c., "Possono disporre per testamento tutti coloro che non sono dichiarati incapaci dalla legge.
Sono incapaci di testare:
- coloro che non hanno compiuto la maggiore età;
- gli interdetti per infermità di mente;
- coloro che, sebbene non interdetti, si provi essere stati, per qualsiasi causa, anche transitoria, incapaci di intendere e di volere nel momento in cui fecero testamento.

Nei casi d'incapacità preveduti dal presente articolo il testamento può essere impugnato da chiunque vi ha interesse.
(omissis)"
Il Codice Civile distingue fra testamenti ordinari e testamenti speciali: i primi sono testamenti ordinariamente redigibili da coloro che possono validamente disporre per testamento; i secondi sono testamenti a formalità semplificate redigibili in casi speciali, ad es. in caso di malattie contagiose, calamità pubbliche, infortuni o qualora il soggetto che voglia fare testamento si trovi su nave o aeromobile.
I testamenti ordinari sono di tre tipi: testamento olografo, testamento pubblico e testamento segreto.

### L'istituzione di erede
Si determina una istituzione di erede ogniqualvolta, mediante testamento, un soggetto viene indicato dal testatore come attributario di una quota parte dell'eredità.
Non ci sono formule specifiche o speciali per attribuire giuridicamente la qualità di erede.
Ad es. la formula "Nomino Tizio erede di un terzo del mio patrimonio", manifesta appieno ed efficacemente la volontà del testatore di istituire Tizio erede di una quota del suo patrimonio.
Quanto al sintagma "erede universale", si ritiene comunemente che il testatore, con esso, abbia voluto attribuire a un singolo soggetto l'insieme complessivo dei beni del suo patrimonio. Tale disposizione non può annullare la quota di patrimonio spettante per legge agli eredi legittimari, pertanto riguarda soltanto la quota di patrimonio di cui si dispone liberamente. Il testatore può limitarsi a indicare i soggetti da considerare eredi, ma può anche rendere dettagliata l'istituzione ereditaria, ad es. articolando norme per la divisione del suo patrimonio, o indicando i beni che comporranno la quota ereditaria di ogni erede. Con la nomina a erede il soggetto acquista una complessa posizione giuridica, composta principalmente dal diritto di accettare l'eredità, o di accettarla con beneficio di inventario, o di rinunziarvi. Con l'accettazione pura e semplice, il soggetto acquista piena titolarità giuridica della quota ereditaria attribuitagli dal testatore, rispondendo anche "ultra vires hereditatis" ("al di là dell'ammontare dell'attivo ricevuto") delle passività debitorie parimenti costituenti il patrimonio.
Tale responsabilità ereditaria per i debiti del defunto dovrà essere ripartita pro-quota fra i diversi coeredi, secondo il principio "debita hereditaria ipso iure dividuntur". In caso di rinunzia, il soggetto nominato erede diverrà estraneo alla vicenda ereditaria e si considererà come se non fosse mai stato chiamato.
Nel caso, infine, di accettazione con beneficio d'inventario si aprirà una procedura che, tramite un inventario delle attività e delle passività ereditarie, permetterà all'erede di limitare la sua responsabilità patrimoniale "intra vires hereditatis", liquidando ai creditori del de cuius solo quanto di loro spettanza.
Il chiamato all’eredità può accettare o rinunciare all’eredità entro il termine di 10 anni dalla morte del de cuius.

### Il legato
Il legato è un'attribuzione patrimoniale mortis causa a titolo particolare. Con esso, il testatore attribuisce a un soggetto (il legatario) uno o più beni, non considerandoli quota del patrimonio ereditario.
Il legatario non risponde dei debiti ereditari; qualora il testatore abbia aggiunto a carico del legatario talune prestazioni patrimoniali onerose (ad es. il pagamento di un debito o il soddisfacimento di un onere) egli sarà tenuto ad adempiere all'obbligazione impostagli dal de cuius soltanto entro i limiti del valore della cosa legata (ad es. se il de cuius vantava un credito dal legatario).
Il Codice Civile descrive una vasta serie di specifiche tipologie di legato, per esse si rimanda alle relative voci dell'Enciclopedia.

### La donazione
In base all'art. 769 c.c., con la donazione per liberalità una parte (il donante) arricchisce l'altra (il donatario), disponendo a suo favore di un suo diritto o assumendo verso di lei un'obbligazione. La donazione, se non è di modico valore, va stipulata con atto pubblico. In mancanza di questa forma l'atto è nullo (art. 782 c.c.). In casi di donazione di modico valore, la stessa è perfezionata quando ci sia stata la consegna del bene (art. 784 c.c.). Si ha in questo caso la cosiddetta traditio brevi manu.
La donazione si può impugnare per errore sul motivo della stessa, ma soltanto se il motivo risulti sull'atto e sia stato l'unico che ha determinato il donante a compiere la liberalità (art. 787 c.c.).
Una volta accettata, la donazione può essere revocata soltanto per i seguenti motivi (art. 800 c.c.):
- Per ingratitudine, quando il donante sia oggetto di ingiuria, tentato omicidio, calunnia, ecc. da parte del donatario (il donante per la revoca ha tempo un anno da quando scopre l'ingratitudine);
- Quando per il donante si determini l'arrivo di un figlio o la scoperta di un figlio di cui si ignorava l'esistenza: per revocare la liberalità si ha tempo 5 anni dal giorno della nascita o da quello in cui si è scoperto di avere un figlio (artt. 803 e 804 c.c.).

È possibile fare una donazione in vista di un matrimonio (donazione obnuziale). Essa non richiede accettazione espressa e sarà efficace solo celebrato il matrimonio (art. 785 c.c.). La celebrazione del matrimonio, dunque, opera come avveramento della condizione sospensiva prevista dalla struttura legale della fattispecie, però dottrina e giurisprudenza non sono concordi su questo punto.